# Fürstentum Anhalt-Harzgerode

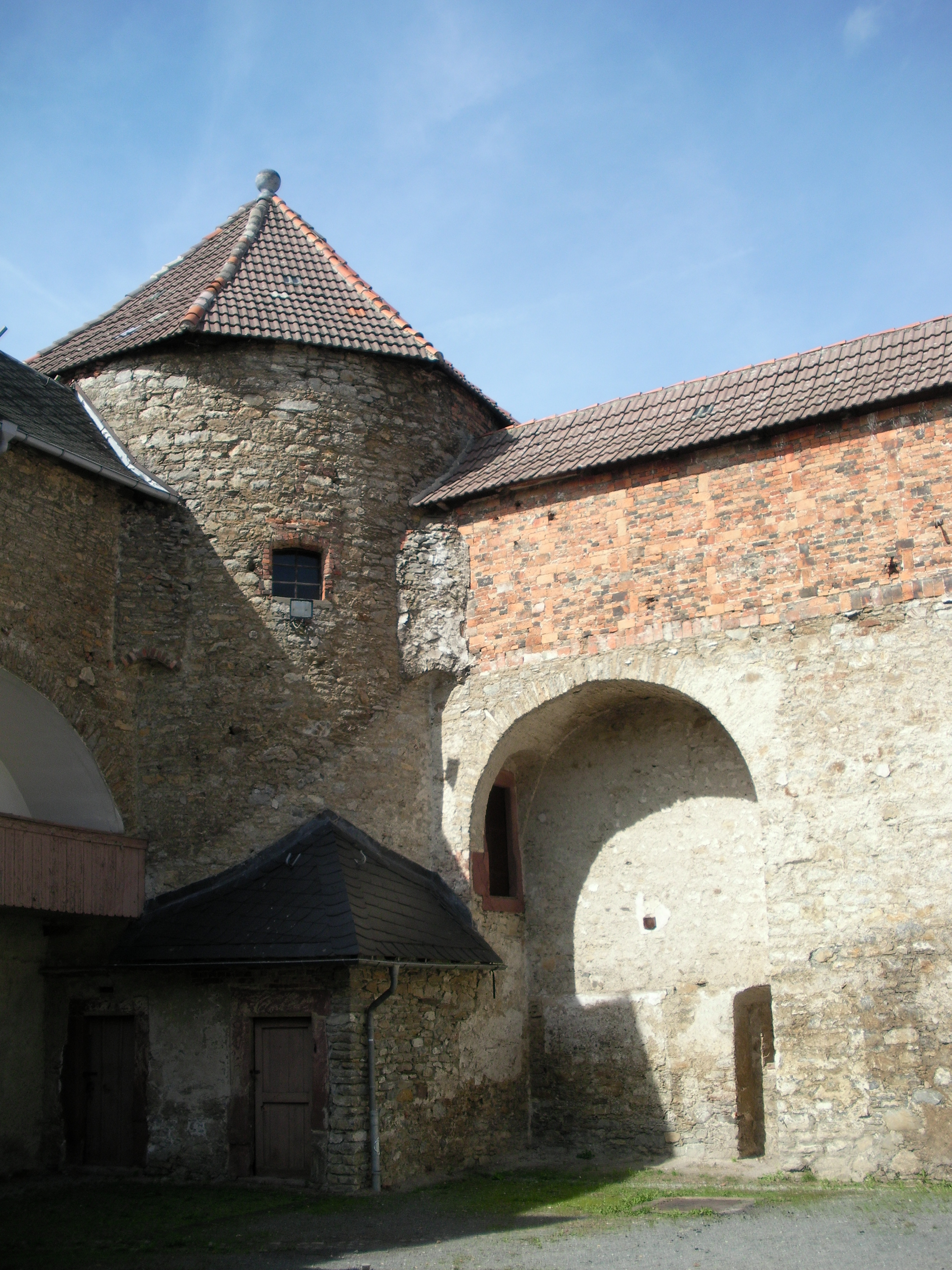
Das Schloss Harzgerode war Residenz der Fürsten von Anhalt-Harzgerode

Das Fürstentum Anhalt-Harzgerode war ein deutsches Fürstentum zur Zeit des Heiligen Römischen Reiches. Es bestand von 1635 bis 1709. Landesherren waren die Askanier. Entstanden aus der Teilung von Anhalt-Bernburg, fiel es 1709 wieder an dieses zurück.

## Geschichte
Christian I., ab 1606 regierender Fürst von Anhalt-Bernburg, hatte 1626 testamentarisch verfügt, dass seine noch lebenden drei Söhne gemeinsam unter der Direktion des älteren regieren sollten. Nachdem der mittlere Sohn Ernst 1632 an den Folgen einer Verwundung gestorben war, lebten noch die Brüder Christian II. und Friedrich. Friedrich, der im November 1634 das vogtbare Alter (Volljährigkeit) erreichte, setzte durch, ein eigenes Fürstentum zu erhalten. Nach längeren Verhandlungen übernahm er Walpurgis 1635 die Ämter Harzgerode und Güntersberge als neu konstituiertes Fürstentum. Ein Vergleich vom 3. Dezember 1635 besiegelte die vollzogene Teilung. Diese basierte auf den 1603 erfassten Einkünften der einzelnen Ämter, wonach Friedrich 8000 Taler zugestanden hätten. Da seine beiden Ämter aber nur 6000 Taler eintrugen, sollte ihm der Ausgleich von seinem Bruder und aus einer ständischen Kasse gezahlt werden.
Das neue Fürstentum, eines der kleinsten im Heiligen Römischen Reich Deutscher Nation, bestand aus den Kleinstädten Harzgerode und Güntersberge sowie dreieinhalb Dörfern. Auf dem Gebiet lag auch die seit Mitte des 14. Jahrhunderts aufgegebene Burg Anhalt, die namensgebend für das Fürstentum Anhalt gewesen war. Im neu gegründeten Fürstentum Anhalt-Harzgerode entstanden nachfolgend weitere Siedlungen: Mägdesprung als Standort eines Eisenwerkes (1646), Lindenberg (um 1650), Tilkerode (1662) und Siptenfelde (1663).
Zunächst führten die Brüder trotz der Landesteilung eine weitgehend gemeinsame Regierung und Christian handelte bei jahrelanger Abwesenheit seines Bruders als dessen bevollmächtigter Stellvertreter. Nach dem Aufbrechen ernsthafter Differenzen zwischen beiden wurde 1647 ein Vergleich unterzeichnet, der Friedrichs Fürstentum als unabhängig deklarierte und die Angliederung des Dorfes Radisleben mit seinem Vorwerk anstelle der jährlichen Ausgleichszahlung durch Christian II. beinhaltete.
Als nach Aussterben der 1603/06 entstandenen Köthener Fürstenlinie des Hauses Anhalt vertragsgemäß die in Plötzkau regierenden Fürsten das Fürstentum Anhalt-Köthen übernahmen, fiel das Amt Plötzkau an das Fürstentum Anhalt-Bernburg zurück, wobei Fürst Friedrich Anspruch auf die Hälfte des Amtes besaß. Er einigte sich mit dem in Bernburg regierenden Neffen, diesem das Dorf Radisleben abzutreten und stattdessen das gesamte Amt mit seinen fünfeinhalb Ortschaften zu übernehmen. 1669 konnte er bei Aufteilung der Senioratsgüter sein Fürstentum noch um das Amt Gernrode mit dem Dorf Frose vergrößern.
1670 verstarb Friedrich in dem Plötzkauer Schloss. Zweimal verheiratet hinterließ er einen Sohn und eine Tochter.
Nach dem Tod Friedrichs übernahm 1670 sein einziger Sohn Wilhelm das Fürstentum. Auch er bemühte sich mit Erfolg um die Überwindung der durch den Dreißigjährigen Krieg entstandenen Schäden. 1682 ließ er auf der Wüstung des Dorfes Anhalt das Vorwerk Wilhelmshof anlegen und 1688 durch Grundsteinlegung für eine sich schnell entwickelnde Harzgeröder Vorstadt (Augustenstadt) die Einwohnerzahl seiner Residenz weiter wachsen. Nachdem um 1690 der Leipziger Münzfuß den Zinnaer Münzfuß ablöste und damit einen höheren Schlagschatz versprach, intensivierte Wilhelm den Bergbau. Er verpachtete diesen an eine Gewerkschaft, die innerhalb kürzester Zeit 37 Gruben mutete. Zur Verhüttung wurde 1692/1693 eine Silberhütte errichtet, aus der der gleichnamige Harzgeröder Ortsteil Silberhütte hervorging. Das Fürstentum Anhalt-Harzgerode erlebte eine kurzfristige Blütezeit. Die Bevölkerungszahl wuchs, Harzgerode erhielt eine weitere Vorstadt (Bergstadt), in einer neu eingerichteten Münze wurden Pfennigstücke und silberne Taler geprägt, in Harzgerode entstand die damals schönste Kirche Anhalts. Ab 1698 geriet die zuletzt auf Betrügereien basierende Bergwerksgesellschaft in Zahlungsschwierigkeiten. 1702 betrug die aufgelaufene Schuldsumme 340.000 Reichstaler. Zwei Gruben wurden anschließend fiskalisch weiterbetrieben.
Als Regierungsbehörden des kleinen Fürstentums fungierten die auf dem Schlossvorhof gelegene Kanzlei und die in dem neu am Markt errichteten Amtshaus ansässige Kammer, beide zum Schluss von Direktoren geleitet. Das Kirchenwesen leitete der Harzgeröder Oberpfarrer als Superintendent bzw. Inspektor, dem als Organ das Ministerium zur Seite stand.
Nach dem Tod des zweimal verheiratet gewesenen und kinderlos gebliebenen Wilhelm 1709 fiel das Fürstentum Anhalt-Harzgerode an den in Anhalt-Bernburg regierenden Fürst Viktor Amadeus zurück. Testamentarisch hatte Fürst Wilhelm den Armen seines Fürstentums ein Legat von 12.000 Talern vermacht. Die verwitwete Fürstin, Prinzessin Sophie Auguste von Nassau-Dillenburg, bewohnte noch bis zu ihrer Übersiedlung nach Dillenburg 1723 das Harzgeröder Schloss als Witwensitz und übergab ihren Harzgeröder Besitz 1726 dem Bernburger Fürsten.
Als Erinnerung an die zwei in Harzgerode regierenden Fürstengenerationen blieben der in die St.-Marien-Kirche eingebaute „Fürstenstuhl“, die darüber angebrachten Bildnisse Fürst Wilhelms mit seinen beiden Frauen sowie zwei Grüfte in der Kirche, ein nach der ersten Frau Wilhelms als Albertine benanntes Grubengelände und der Albertinenweg, dazu noch die nach seiner zweiten Frau benannte Augustenstraße mit dem sich anschließenden Gewerbegebiet Augustenhöhe. Bis in das 19. Jahrhundert hatten die Harzgeröder und Güntersberger Armenkasse einen jährlichen Zuschuss aus der Fürst Wilhelmschen Legatenkasse erhalten.
Hatte sich nach dem Zusammenbruch des Bergwesens in der Harzgeröder Region zunehmende Armut ausgebreitet, so verstärkte sich dieser Prozess nach Aufhebung des Harzgeröder Fürstentums, Auflösung seiner Regierungsbehörden und des Hofstaates. Doch mit den in den Jahren des Fürstentums Anhalt-Harzgerode getroffenen wirtschaftlichen Entscheidungen zur Aufnahme des Bergbaus, zur Anlage des Mägdesprunger Eisenwerkes sowie der Silberhütte waren die Grundlagen für die zunächst stockende aber dann kontinuierliche Entwicklung der Harzgeröder Region zum wirtschaftlichen Zentrum im Fürstentum bzw. Herzogtum Anhalt-Bernburg ab der zweiten Hälfte des 18. Jahrhunderts gelegt worden.

## Fürsten
- Friedrich 1635–1670
- Wilhelm 1670–1709